# Литература Венесуэлы
Литература Венесуэлы создаётся преимущественно на испанском языке; зарождение национальной литературы Венесуэлы принято связывать с формированием национального самосознания креолов.

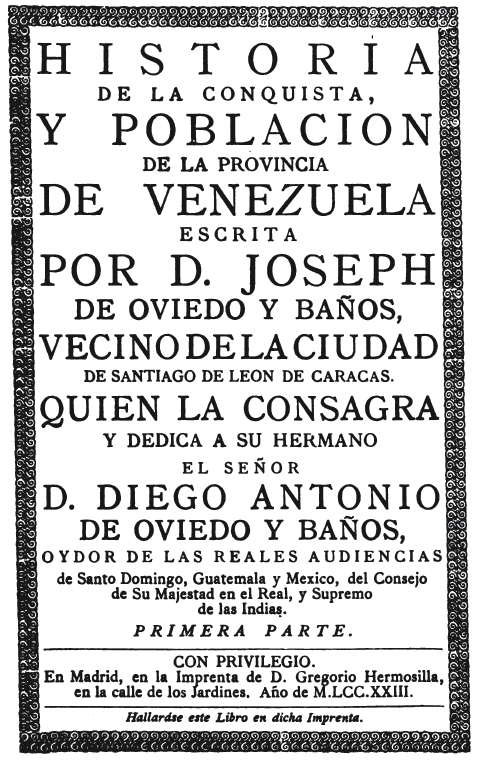
Хосе де Овьедо-и-Баньос, «История завоевания и заселения провинции Венесуэла»

## История

### Колониальная история

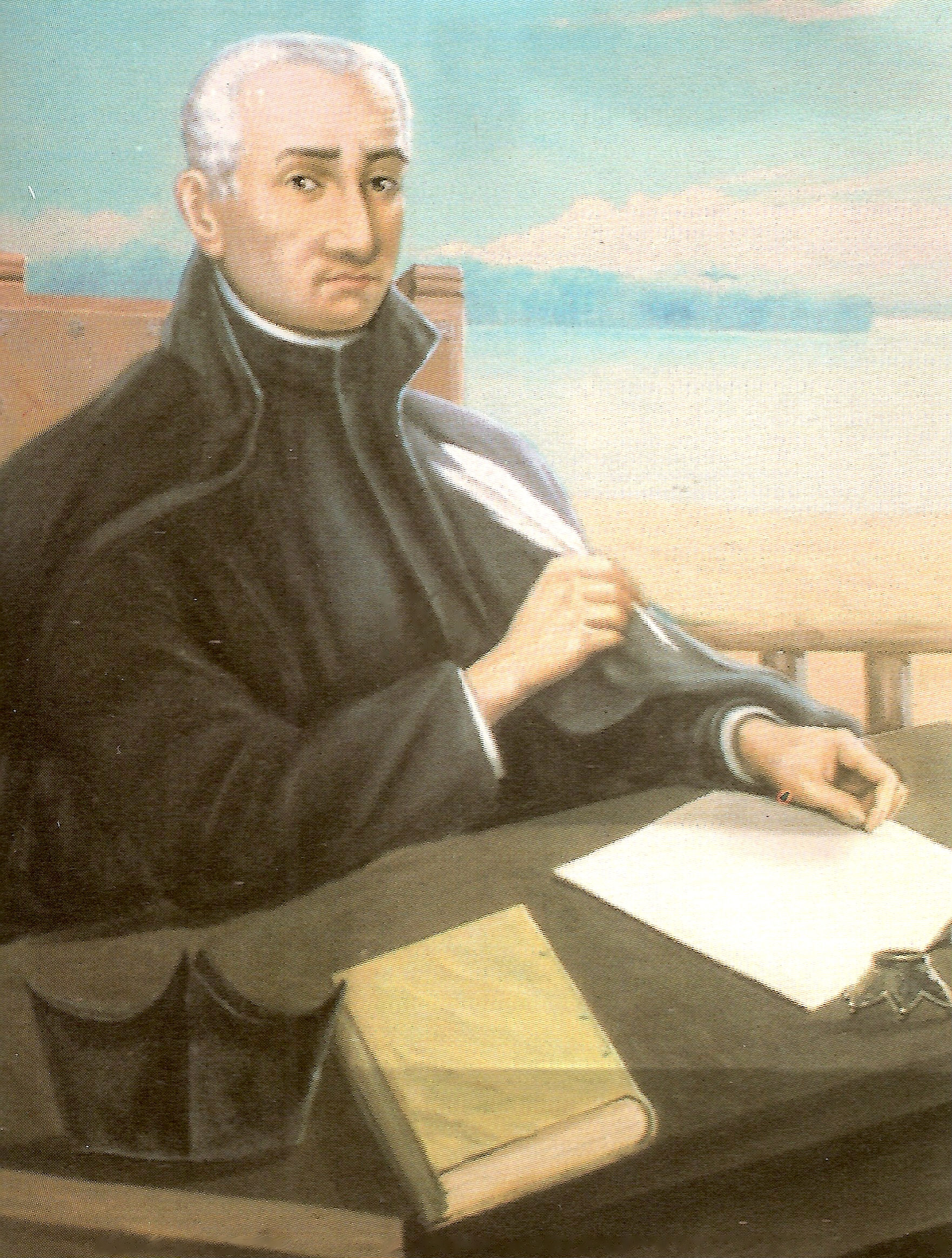
Монах-иезуит Хосе Гумилья, автор описания бассейна реки Ориноко и его обитателей, вышедшего в 1741 году

Свидетельств о доколониальной литературе в Венесуэле не сохранилось. Как и в других странах Латинской Америки, первые письменные свидетельства дошли до наших дней из времён открытия Венесуэлы европейцами и представляют собой описание географических особенностей этих мест и жизни коренных народов. Так, ещё в XVI веке конкистадор Гонсало Хименес де Кесада написал «Краткое повествование о завоевании нового королевства Гранады», поэт Хуан де Кастельянос — «Элегию о достославных мужах Индий», а священник Педро де Агуадо вёл исторические записи.
В XVII веке исторические хроники оставались по-прежнему популярны; в поэзии развивался гонгоризм. Среди литераторов этого века важно отметить таких, как Лукас Фернандес де Пьедраита, Хуан Родригес Фрейле, Педро де Симон и других.
В XVIII веке до Латинской Америки дошло веяние рококо, что отразилось на творчестве поэта Франциско Антонио Велеса Ладрона де Гевары (исп. Francisco Antonio Vélez Ladrón de Guevara). Также росла популярность религиозной литературы, яркими её представителями были Хуан Баутиста де Торо (исп. Juan Bautista de Toro) и Франциска Хосефа дель Кастильо. К концу XVIII века относятся два единственных дошедших до нас поэтических произведения первой известной писательницы в стране: монахини-кармелитки Марии де лос Анхелес, которую охватило сильное мистическое чувство, вдохновлённое Терезой Авильской.
Важно отметить и написанную Хосе де Овьедо-и-Баньосом в 1723 году «Историю завоевания и заселения провинции Венесуэла».

#### Просвещение

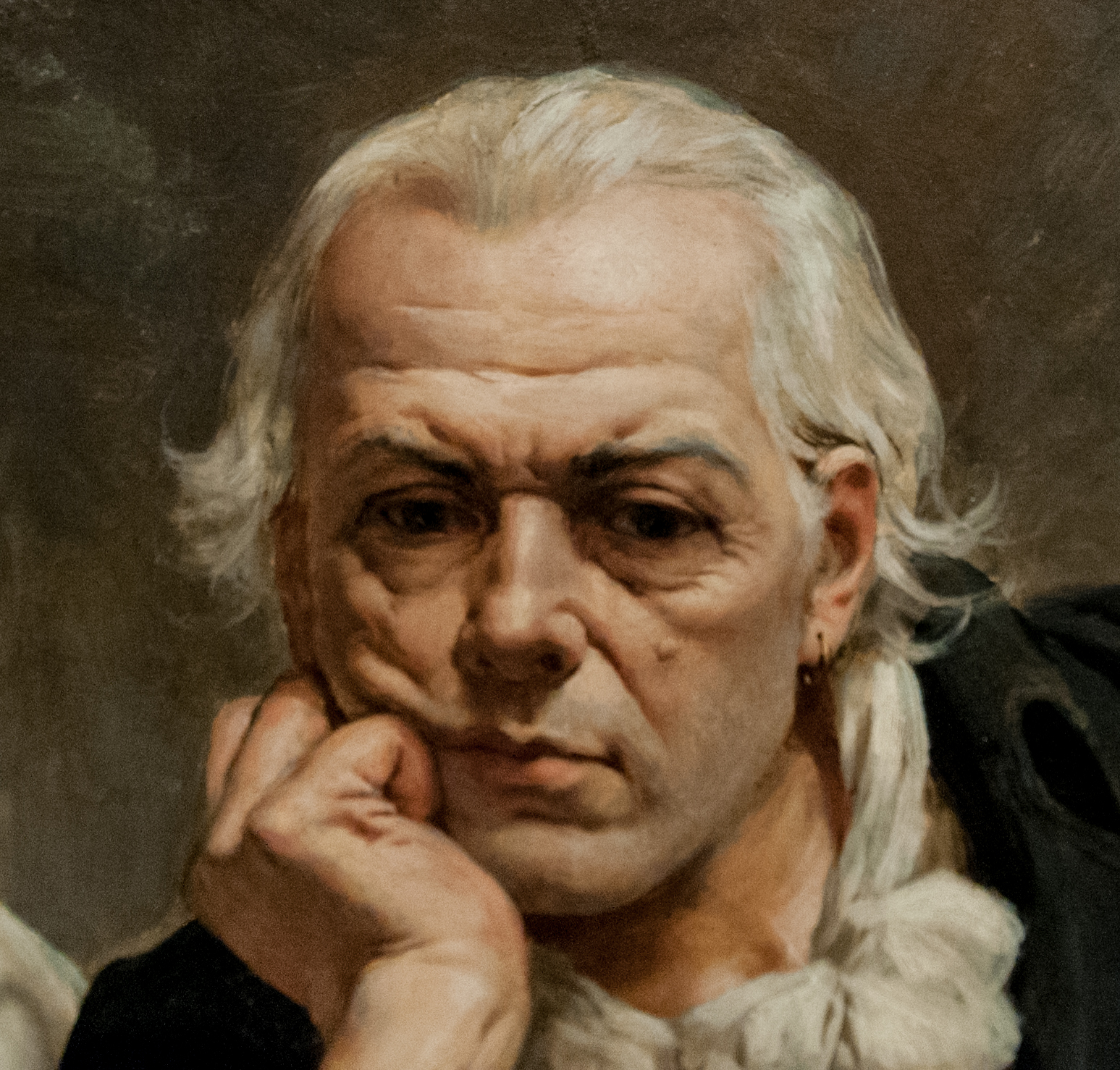
«Дневники» (Colombeia) Франсиско Миранды называют самым примечательным образцом венесуэльской прозы XVIII века

К концу XVIII века стали активно набирать популярность идеи Просвещения, нашедшие своё отражение в творчестве автора гимна Венесуэлы Висенте Салиаса, а также таких писателей, как Хосе Доминго Диас, Хуан Антонио Монтенегро и других.
В 1808 году начала выходить «Газета Каракаса», первое периодическое издание в Венесуэле. Газета активно публиковала представителей просветительского направления. Позднее идеи этого направления продвигали также основанный в 1818 году «Вестник Ориноко» (исп. El Correo del Orinoco) и основанный в 1836 году литературный журнал «Олива» (исп. La Oliva).
Также свою роль в просветительском движении сыграли и издававшиеся в 1820-е годы Андресом Бельо в Лондоне журналы «Американский цензор» (исп. El Censor americano), «Американская библиотека, или Литературная смесь» (исп. La Biblioteca americana o Miscelánea de literatura) и «Американский репертуар» (исп. El Repertorio americano).

### XIX век

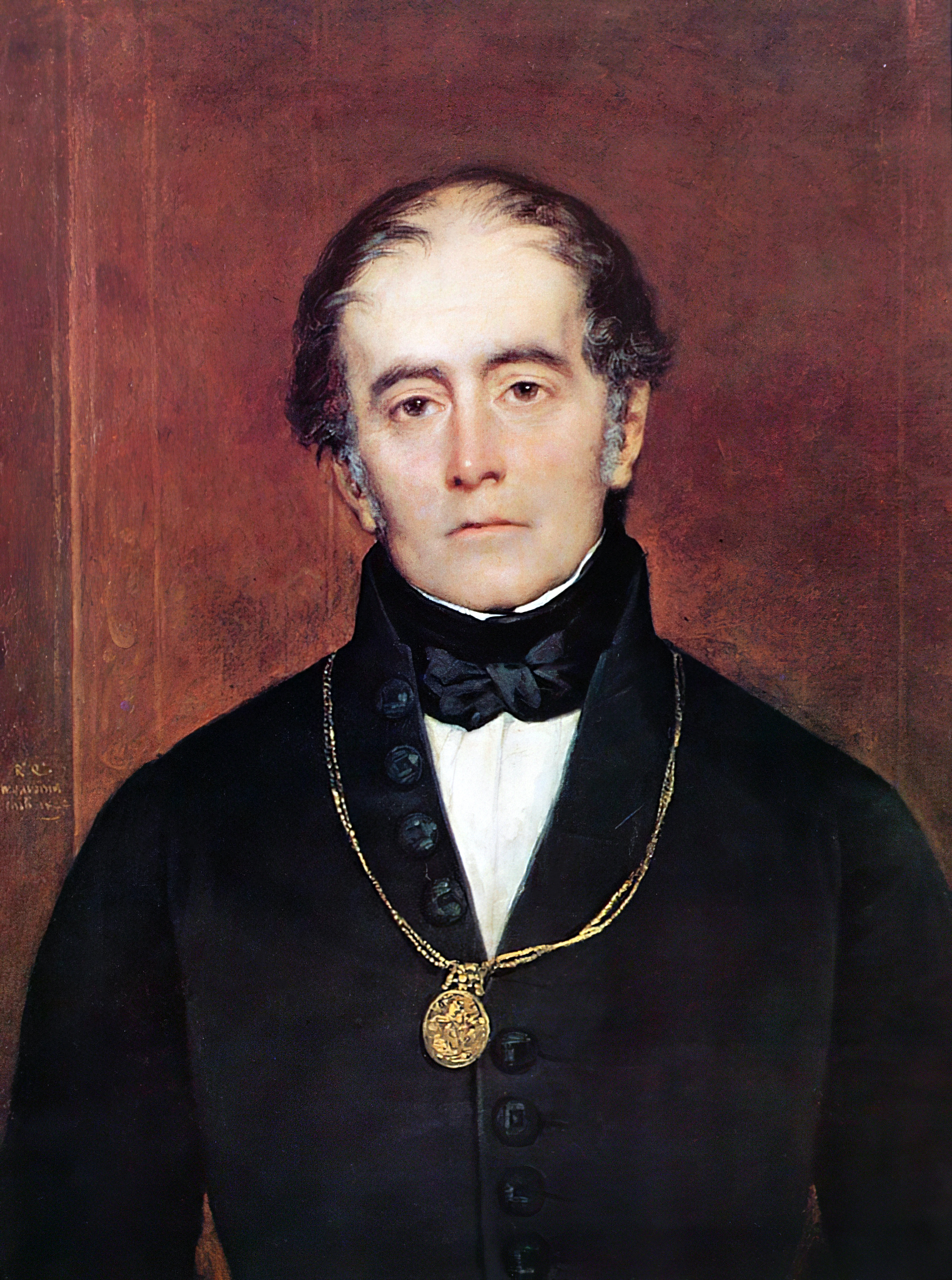
Венесуэльско-чилийский писатель, поэт и философ-гуманист Андрес Бельо

Война за независимость отразилась на литературе начала XIX века: стала активнее развиваться публицистика. Заметными публицистами были сформировавшиеся под влиянием идей Просвещения выдающиеся деятели борьбы за освобождение от испанского колониального владычества: Симон Родригес, Франсиско Миранда и сам Симон Боливар.

#### Романтизм
После окончания войны за независимость и выхода из состава Великой Колумбии, Венесуэла обрела независимость. При этом большую часть XIX века, до 1870-х годов, здесь наиболее влиятельным, как и в других странах Латинской Америки, был романтизм. Зарождение его в Венесуэле связывается с именем крупнейшего поэта этого периода Андреса Бельо. Его поэма «Обращение к поэзии» (1823) рассматривается как манифест молодой венесуэльской литературы, но ещё относится к периоду просветительского классицизма. Первые поэтические опыты романтического направления начал публиковать основанный в 1838 году журнал «Гирлянда» (исп. La Guirnalda).

Первый в стране роман, опубликованный в 1842 году, — «Мученики» (исп. Los Mártires) Фермина Торо — также относится к романтической традиции.

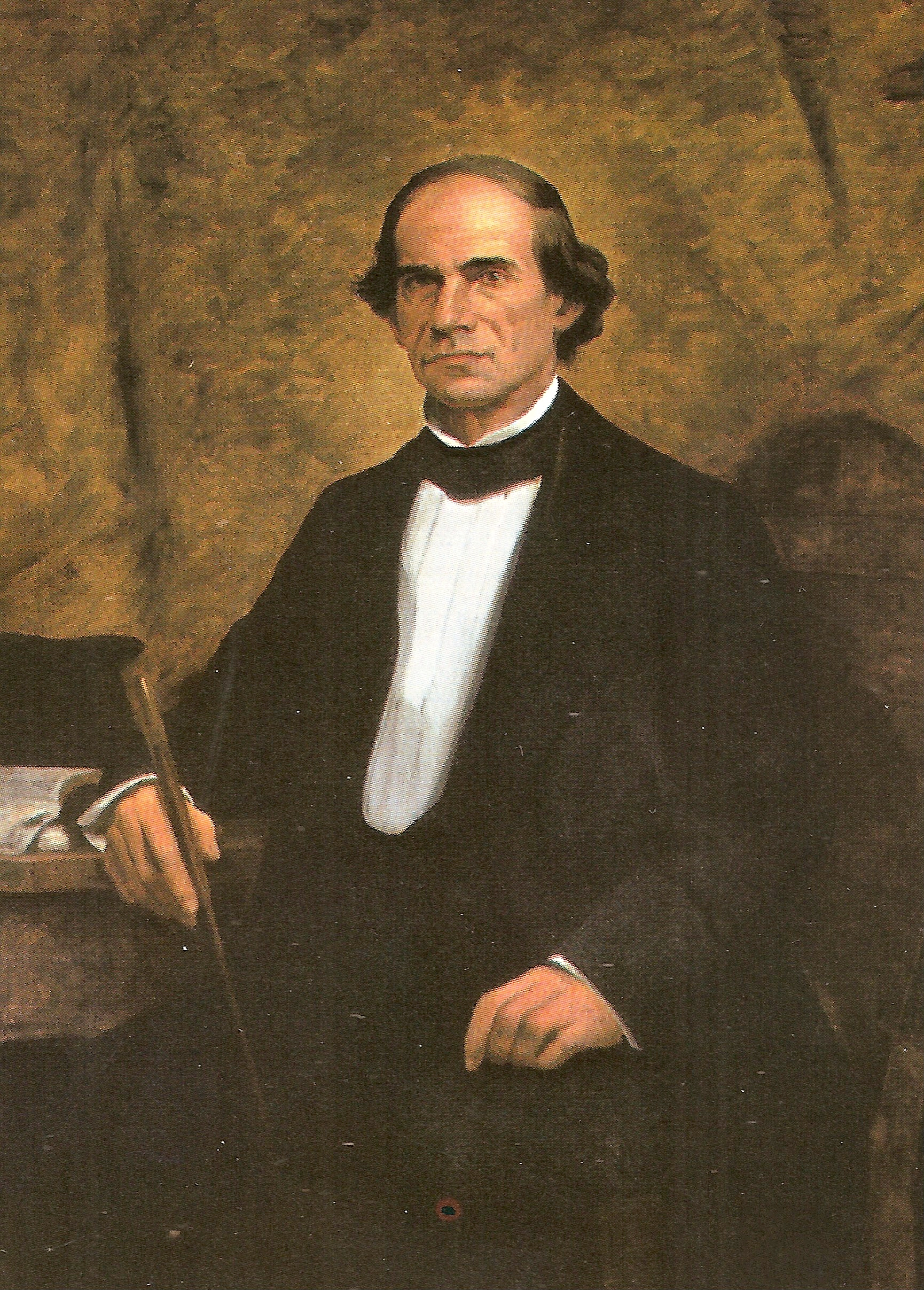
Фермин Торо прославился не только как политик и оратор, но и как автор первого венесуэльского романа

Другими важными авторами-романтиками были: Хуан Висенте Гонсалес, Хуан Антонио Перес-Бональде, Сесилио Акоста, поэты Абигайль Лосано (исп. Abigail Lozano), Доминго Рамон Эрнандес (исп. Domingo Ramón Hernández), Хосе Антонио Майтин (исп. José Antonio Maitín), сатирики Рафаэль Арвело (исп. Rafael Arvelo), Хуан Висенте Камачо (исп. Juan Vicente Camacho), прозаик Хосе Антонио Кальканьо и другие. 
Один из ключевых представителей течения — учёный широкого профиля Рафаэль Мария Баральт, первый человек латиноамериканского происхождения в Королевской академии испанского языка, автор элегической поэмы «Прощание с отчизной» (1844) и героической оды «К Колумбу» (1850). Как и он, исторические работы писал и Х. В. Гонсалес, которому также принадлежат сборник статей «Моё погребение Боливара» и элегическая поэма в прозе «Месенианы». Относительно поздним примером романтизма в историческом эпосе был роман Эдуардо Бланко «Героическая Венесуэла» (1882).  

Важную роль в развитии романтизма в Венесуэле сыграли такие журналы, как «Венесуэлец» (исп. «El Venezolano), «Единение» (исп. La Unión), «Атеней» (исп. El Ateneo), «Еженедельник» (исп. El Semanario) и другие.

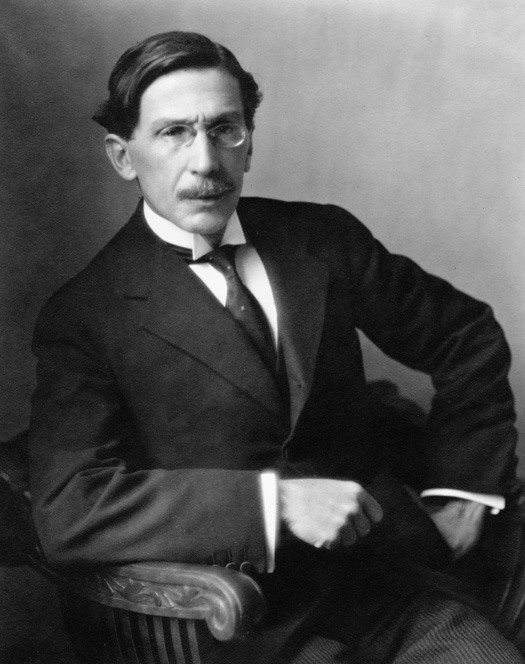
Политик и писатель Мануэль Диас-Родригес

#### Костумбризм
В 1850—1860-е годы популярным в Венесуэле становится костумбризм, подготовивший почву для возникновения реализма. Среди литераторов этого течения заметны Даниэль Мендоса (исп. Daniel Mendoza), Никанор Болет-Пераса, Аристидес Рохас и другие. Поэта Хосе Рамона Епеса называют в числе первых латиноамериканских индеанистов.
В конце XIX века выходят первые романы венесуэльских писательниц: так, уроженка Каракаса Лина Лопес де Арамбуру написала под псевдонимом Сулима три романа, хотя, возможно, её опередила некая Элиза Гонсалес де Алегрия. В 1884 году Томас Микелена опубликовал протофеминистский роман «Дебора», в котором затронуты темы женских образования и сексуальности, супружеской измены и гомоэротизма.

### Рубеж XIX—XX веков

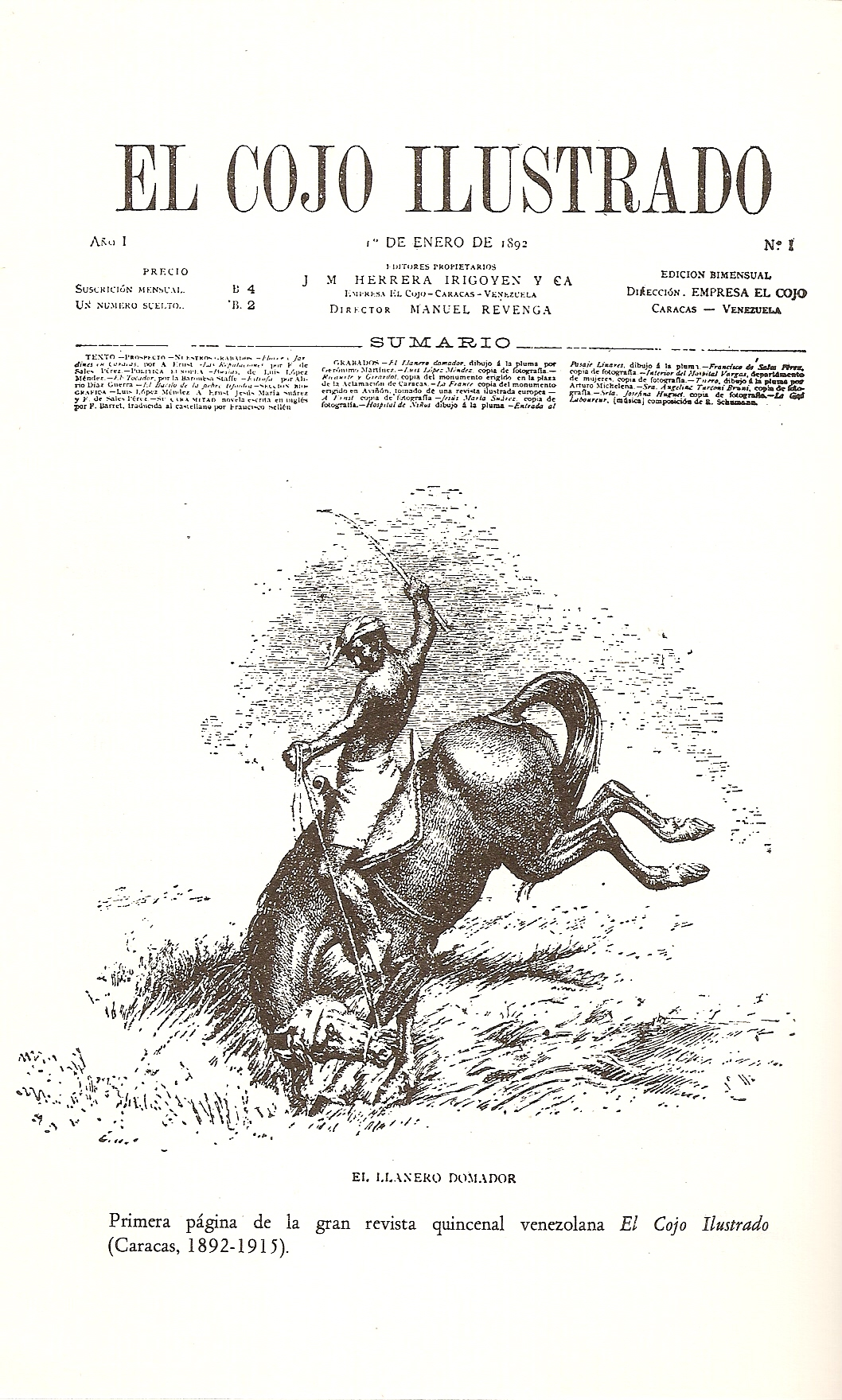
«Иллюстрированный хромуша» (El Cojo ilustrado; 1892 год)

Рубеж XIX—XX веков характеризуется обилием разнообразных направлений в венесуэльской литературе. Писатели обращались к модернизму, реализму, индихенизму, сюрреализму, костумбризму, авангардизму и другим литературным направлениям, причём несколько направлений могло встречаться в рамках одного произведения.

#### Модернизм
Поздние писатели-романтики Хуан Антонио Перес-Бональде (сборники стихов «Строфы», 1877, «Ритмы», 1880; «Поэма о Ниагаре» и «Флор», 1883) и Хасинто Гутьеррес-Колль (исп. Jacinto Gutiérrez Coll) начинали тяготеть к модернизму, который впоследствии набрал силу в стихах поэтов-декадентов Мигеля Санчеса-Пескеры (исп. Miguel Sánchez Pesquera), Карлоса Борхеса (исп. Carlos Borges) и других.
На рассвете XX века «патриархом» венесуэльского модернизма слыл Мануэль Диас-Родригес с романом «Поверженные идолы» (1901). Также важным венесуэльским писателем-модернистом был Руфино Бланко Фомбона, представлявший литературный американизм, в котором настаивалось на национальной самобытности испано-американской литературы. Его позднейшие романы, как «Железный человек» (1907) и «Золотой человек» (1915), преисполнены социальной и политической критики. Одним из главных пропагандистов модернизма в Венесуэле был эссеист Педро Эмилио Колль. В драматургии и прозе его значимым представителем выступал Педро Сесар Доминичи.
Модернисты печатались в таких изданиях, как «Иллюстрированный хромуша» (исп. El Cojo ilustrado) и «Космополис» (исп. Cosmópolis), а также в журналах «Рассвет» (исп. La Alborada) и «Современность» (исп. Actualidades), которые предоставляли свои площади и для становившихся активными реалистов.

#### Реализм

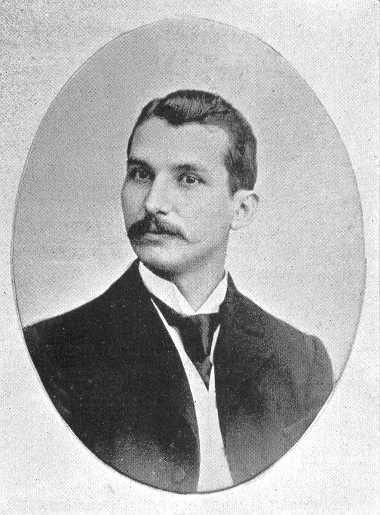
Поэт и медик Франсиско Ласо-Марти

В первые десятилетия набрал силу реализм; начало его развития в Венесуэле связывается с романом Мануэля Висенте Ромеро-Гарсии 1890 года «Пеония» (исп. Peonía). В нём нашла отображение сформулированная аргентинцем Доминго Фаустино Сармьенто дихотомии «цивилизации и варварства», — первая латиноамериканская концепция развития, пытавшаяся найти объяснение отсталости стран региона.
В первых романах таких писателей-реалистов, как Хосе Хиль Фортуль, Мигель Эдуардо Пардо (исп. Miguel Eduardo Pardo), Мануэль Висенте Ромеро-Гарсия и Гонсало Пикон-Фебрес (исп. Gonzalo Picón Febres), ощущаются черты натурализма. Франсиско Ласо-Марти представил реалистическую поэзию в изданной посмертно (1914) поэме «Креольская сильва». Он представлял движение креолизма, стремившееся дистанцироваться от всего «экзотического» в пользу «патриотического». Романист Луис Мануэль Урбанеха-Ачельполь (исп. Luis Manuel Urbaneja Achepohl) в своём творчестве воссоздавал картины народной жизни.
Другими писателями-реалистами были Хосе Рафаэль Покатерра, Альфредо Арвело-Ларрива (исп. Luis Manuel Urbaneja Achepohl), поэты Удон Перес и Андрес Мата.

Поддерживавшими реалистов периодическими изданиями были «Эпоха» (исп. La Época), «Литературные публикации» (исп. Entrega literaria), «Венесуэльская лира» (исп. La Lira venezolana), «Иллюстрированная и живописная Америка» (исп. La América ilustrada y pintoresca) и другие.

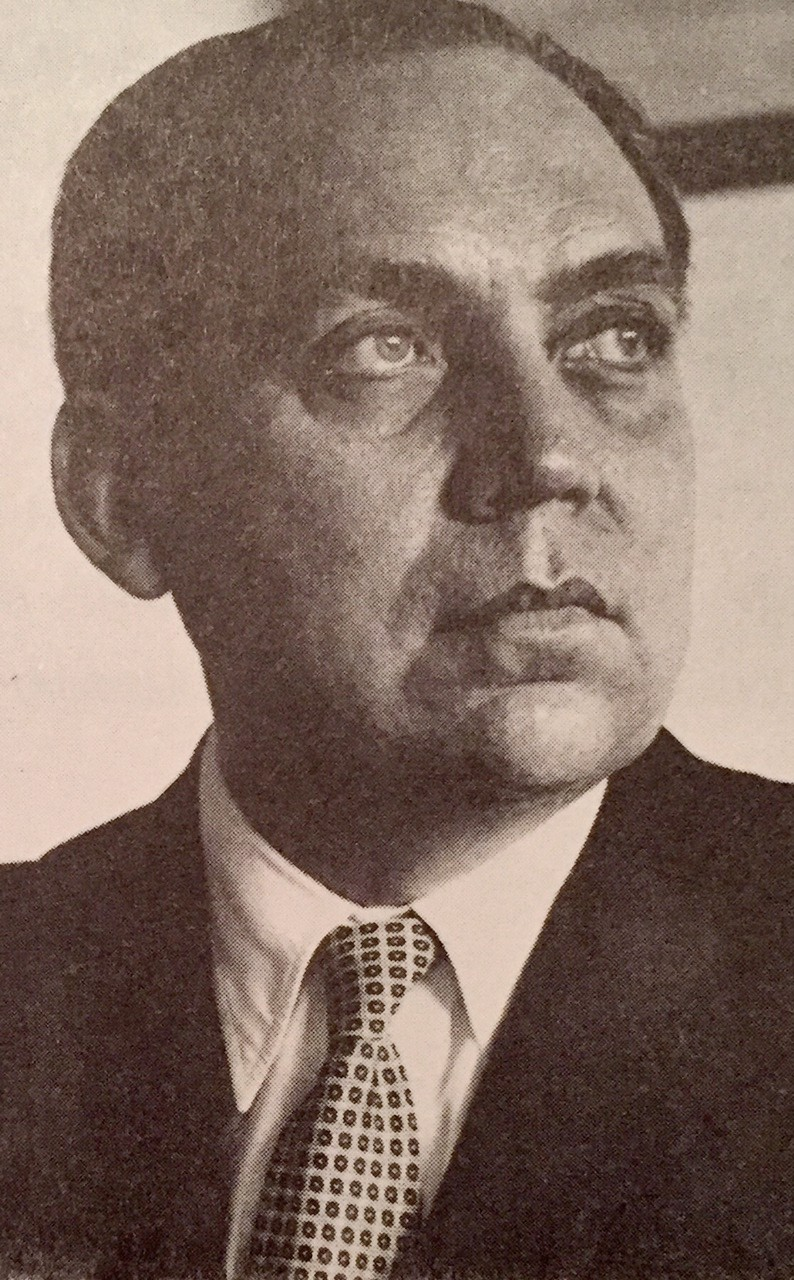
Писатель Артуро Услар-Пьетри

### Современность
В 1920—1930-е годы вокруг издававшегося Артуро Усларом-Пьетри журнала «Вьернес» (от исп. viernes — пятница) начинают собираться литераторы, воспринявшие европейское «левое» искусство, в том числе кубизм, футуризм, сюрреализм. Среди них политический деятель и один из крупнейших поэтов века Андрес Элой-Бланко, испытавший влияние французских сюрреалистов Висенте Хербаси, Пабло Рохас-Гуардиа (исп. Pablo Rojas Guardia) и другие. 
Первым поэтом этого «поколения 1918 года» считается использовавший образы греческой, кельтской и восточных мифологий Хосе Антонио Рамос Сукре. Ряд авторов данного поколения — Андрес Элос Бланко, Фернандо Пас Кастильо, Луис Энрике Мармоль, Энрике Планчарт, Xасинто Фомбоне Пачано — позиционировали себя как постмодернисты, подразумевая не современное значение термина, а преодоление элементов эстетики модернизма. 
Литераторы «левого» искусства публиковались также в таких журналах, как «Элита» (исп. Élite), «Клапан» (исп. Válvula), «Профили» (исп. Perfiles), «Хроника» (исп. La Crónica) и других.
Многие из литераторов эпохи («поколение 1928 года») участвовали в сопротивлении диктатуре Хуана Гомеса, были репрессированы или изгнаны из страны. Параллельно с этим движение против режима способствовало углублению реалистической традиции, активно работали в этом направлении Ромуло Гальегос, Марио Брисеньо-Ирагорри, Мигель Отеро-Сильва, Леонсио Мартинес, Хоб Пим и другие. Рамон Диас Санчес в романе «Нефть» (1936) и сборнике рассказов «Предрассветные дороги» (1941) впервые поднял в венесуэльской литературе тему положения рабочих.

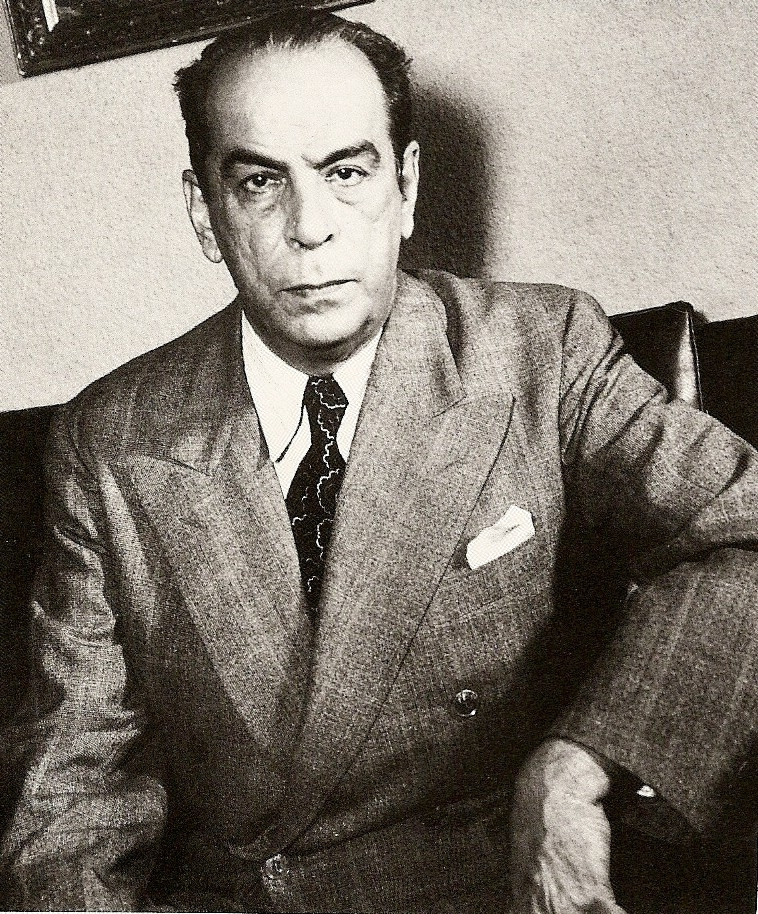
В честь писателя Ромуло Гальегоса учреждена Премия Ромуло Гальегоса за лучший испаноязычный роман

Свои площади писателям-реалистам в это время предоставлял основанный в 1938 году «Национальный журнал культуры» (исп. Revista Nacional de cultura).
Картина жизни при диктаторе Гомесе воссоздана Xосе Рафаэлем Покатеррой в романах «Тёмные жизни» (1916) и «Доктор Бебе» (1918), в «Гротескных рассказах» (1922) и четырёхтомной автобиографической хронике «Воспоминания венесуэльца времён упадка» (1927) при помощи приёмов социальной сатиры. 
Тереса де ла Парра также критиковала диктаторский режим и стала одной из самых популярных писательниц Латинской Америки, подняв вопрос об эмансипации женщин в романах «Ифигения» (1924) и «Воспоминания матушки Бланки» (1929). 

Романы Ромуло Гальегоса «Донья Барбара» (1929) и «Канайма» (1935) получили мировую известность, а сам он стал президентом на первых в Венесуэле демократических всеобщих выборах 1947 года, однако вскоре был свергнут очередным переворотом. 

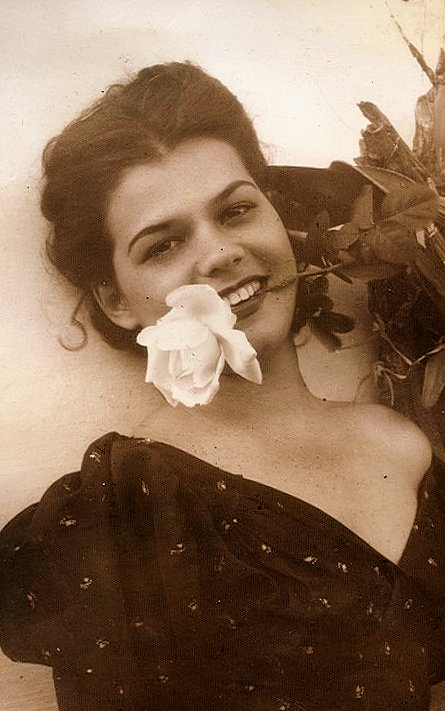
Поэтесса Ана Энрикета Теран была последней из «поколения 1918 года», дожившей до 2017 года

Очередная диктатура (Маркоса Переса Хименеса) опять вызвала спад в национальной литературе, поскольку многие прогрессивные авторы пребывали в вынужденной эмиграции. Репрессии Переса Хименеса были затем изоблечены пострадавшим от них Хосе Висенте Абреу. Последний принадлежал к авторам, более известным как леворадикальные активисты, как Эдуардо Гальегос Мансера и Эктор Мухика; сходную традицию «партизанского романа» продолжил Адриано Гонсалес Леон.  
Из выдвинувшихся к этому периоду литераторов (включая публициста Марио Брисеньо-Ирагорри, поэтов Карлоса Аугусто Леона и Антонио Арраиса) Мариано Пикон Салас был также известным латиноамериканским социологом. 
Латиноамериканский бум 1960-х годов обошёл венесуэльскую литературу стороной. Тем не менее, благодаря более внимательному отношению читателей к континенту, влияние его сказалось постепенно и на местных писателях, некоторые из которых нашли своё международное признание. Среди них, помимо Ромуло Гальегоса, также Гильермо Менесес и Артуро Услар-Пьетри; известностью пользуется исторический роман последнего об эпохе борьбы за независимость Венесуэлы «Алые копья» (1931), а также другие произведения с анекдотической структурой с выраженным авангардным влиянием. 

Во второй половине XX века начинает оказывать своё влияние на венесуэльских прозаиков магический реализм (некоторые рассказы Артуро Услара-Пьетри также называют предшественниками этого жанра); среди обратившихся к нему писателей Антонио Маркес-Салас, Сальвадор Гармендия, Адриано Гонсалес-Леон, Альфредо Армас Альфонсо, Густаво Луис-Каррера (исп. Gustavo Luis Carrera) и другие.  

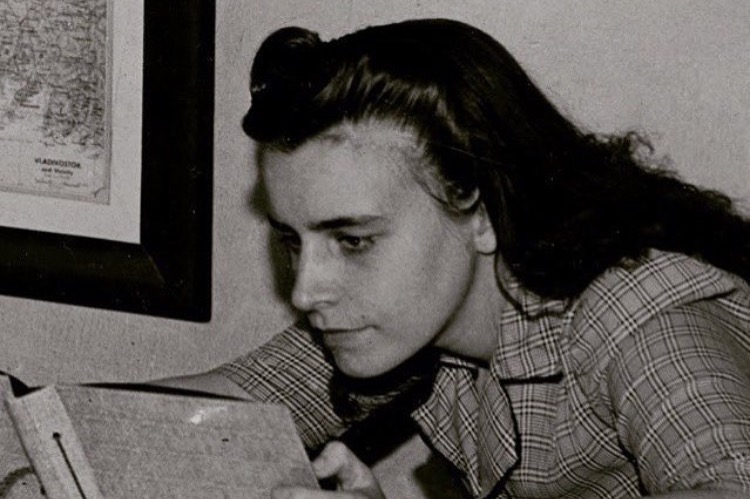
Поэтесса и эссеистка Ида Грамко

К числу наиболее значительных современных прозаиков относят Мигеля Отеро Сильву (1908—1985), автора исторического романа «Лопе де Агирре, Князь Свободы» (1979) и произведений социальной тематики. В противовес «классикам XX века» Отере Сильве и Услар-Пьетри Энрике Бернардо Нуньес и Гильермо Менесес предложили другие подходы к роману, развивая его с новых точек зрения. 

Социальным протестом было отмечено творчество поэтов следующего поколения Али Ламеды и Луиса Пастори. Поэзия начинает уходить от экспериментов к классическим формам. Поэтесса и драматург Ида Грамко также опубликовала сборник «Всадник на ветру» с автобиографическими и научно-фантастическими рассказами. В 1977 году дебютировал венесуэльский фантаст Хосе Грегорио Белло Поррас. 

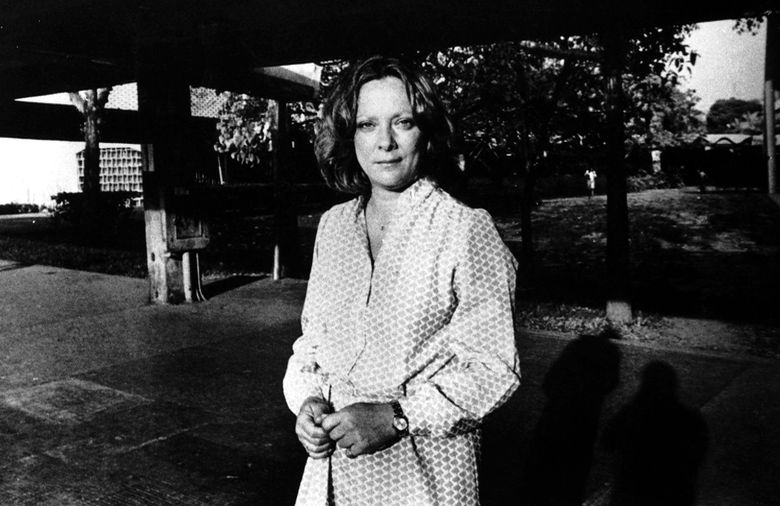
Поэтесса и эссеистка последней четверти XX века Ханни Оссотт

В 1970-х действовала литературная мастерская «Каликанто» под началом Антонии Паласиос, из которой в 1981 году выросла литературная группа «Трафико» (Tráfico), созданная поэтами Игорем Баррето, Рафаэлем Кастильо Сапатой, Альберто Маркесом, Мигелем Маркесом, Армандо Рохасом Гуардией и Иоландой Пантин.
На заре XXI века в венесуэльскую литературу с новыми работами ворвались Федерико Вегас, Франсиско Суньяга, Ана Тереса Торрес, Славко Жупчич. С разворачиванием в 2010-х годах кризиса беженцев из Венесуэлы миграция стала довлеющей темой национальной литературы, да и сами венесуэльские авторы зачастую пишут и печатаются вне страны. 

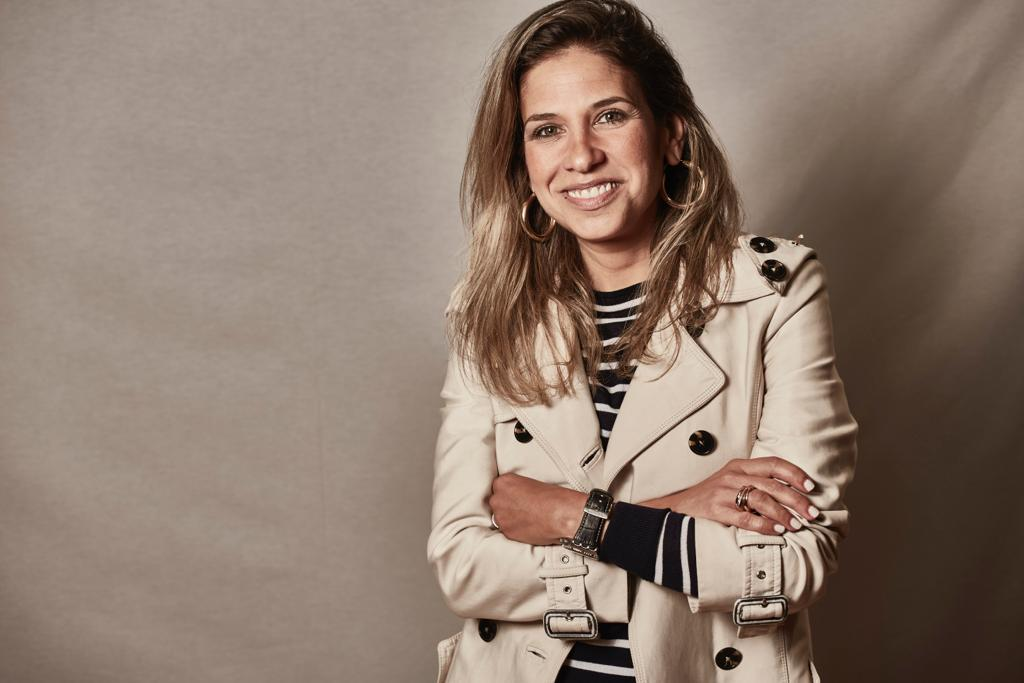
Писательница XXI века Карина Сайнс Борхо

В 1948 году была учреждена Национальная премия в области литературы. В 1970-х годах Луис Бритто Гарсия был дважды отмечен Премией Дома Америк за свой сборник рассказов и роман о культурно-политическом развитии страны. Поэт Эухенио Монтехо получил Международную литературную премию им. Октавио Паса. Рядом международных премий награждён писатель Альберто Баррера Тышка. Из ныне живущих поэтов Рафаэль Каденас был отмечен премией Сервантеса за 2022 год, а Иолагда Пантин — премией Гарсиа Лорки за 2020-й. 